# أم وطفل (فلم)
الأم والطفل  (بالإنجليزية: Mother and Child) هو فيلم دراما تم إنتاجه في الولايات المتحدة وصدر في سنة 2009. الفيلم من إخراج رودريغو غارسيا وكتابة رودريغو غارسيا. من بطولة نعومي واتس وآنيت بنينغ وصامويل جاكسون وديفيد مورس.

## الميزانية والإيرادات
بلغت تكلفة إنتاج الفيلم حوالي 7 ملايين دولار بينما حقق أرباحا تقدر بـ 4,980,736 دولار.

## وصلات خارجية
- مقالات تستعمل روابط فنية بلا صلة مع ويكي بيانات